# Strevelsweg

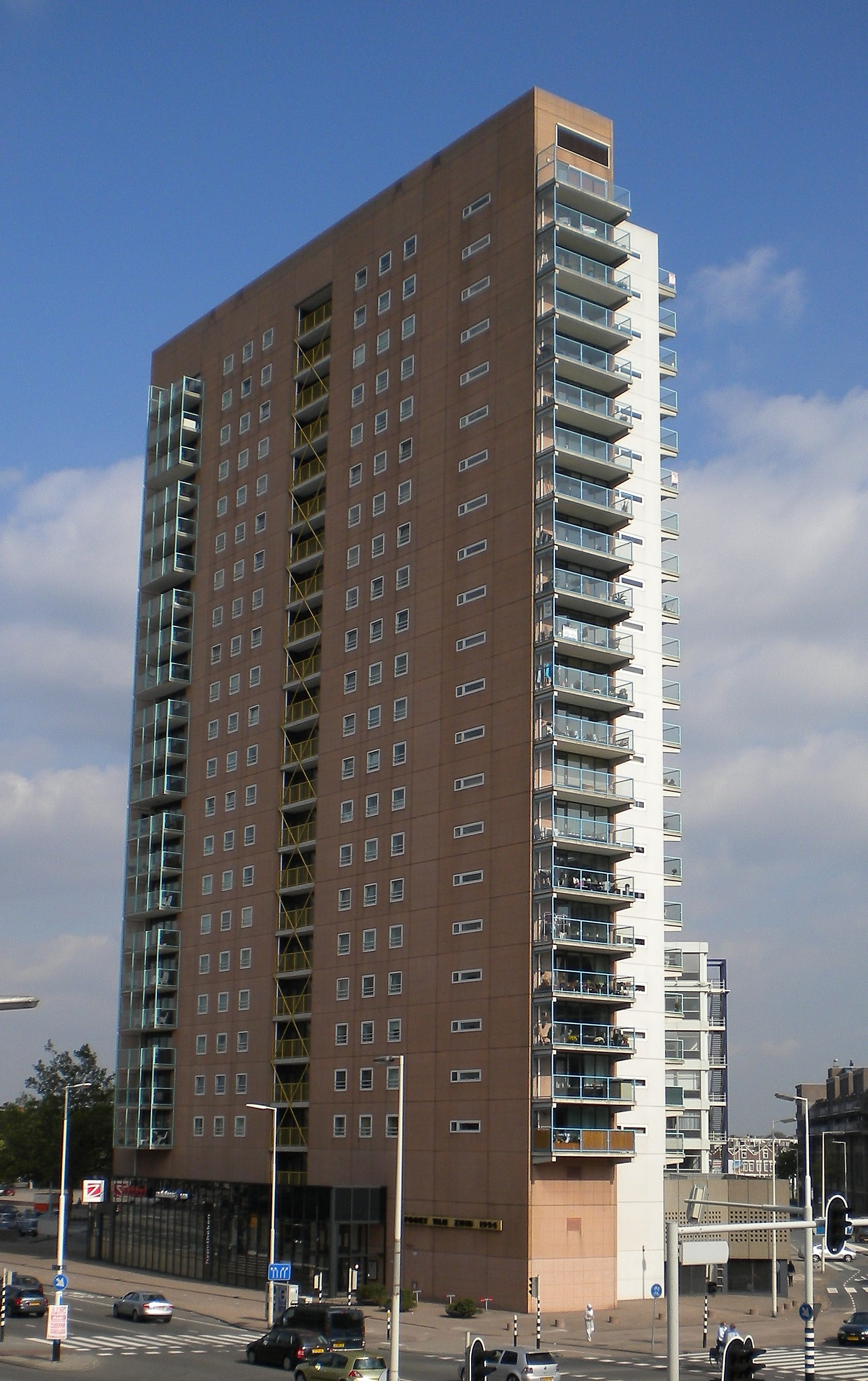
Poort van Zuid 1994

De Strevelsweg is een straat in Rotterdam. Het behoort deels tot de wijk Bloemhof, en de wijk Vreewijk, hoewel het toch de postcode van Bloemhof gebruikt. De straat is een belangrijke verkeersader in Rotterdam-Zuid en maakt deel uit van de Tunneltraverse. De Strevelsweg loopt van de splitsing van de Zuiderparkweg en de Vaanweg (het verlengde van de A29) tot aan de Groene Hilledijk. De kruising met de Groene Hilledijk is voor de Tunneltraverse ongelijkvloers. Het gedeelte tussen het Zuidplein en de Groene Hilledijk is in 2007 versmald van 4 naar 2 stroken. De ventweg aan beide zijden is gelijktijdig vervangen door een fietspad. De naam "Strevelsweg" verwijst naar het gehucht Strevelshoek bij Rijsoord.
Het beeld van het zuidelijke deel van de straat wordt beheerst door 2 torenflats:
- De westelijke toren: Poort van Zuid 1993.
- De oostelijke toren: Poort van Zuid 1994.

Door de gemeente Rotterdam wordt de straat beschouwd als een van de negen zogeheten "hot spots", plekken waar verloedering en criminaliteit het straatbeeld bepalen, en waar huisjesmelkers illegaal verhuren. Aan de Strevelsweg is 80% van de woningen bezit van particuliere verhuurders. Inmiddels worden de straat en de woningen flink opgeknapt, maar tot een grotere populariteit onder woningzoekenden heeft dat nog niet geleid.
In geografische coördinaten loopt de Strevelsweg van 51.8850°N 4.4919°O (Zuiderparkweg/Vaanweg) naar 51.8898°N 4.5078°O (Groene Hilledijk).